# Murieta John
Murieta John (Murieta) è un film del 1965 diretto da George Sherman. 
Il film, di genere western-biografico, racconta la storia di Joaquin Murrieta, un famoso bandito.